# Дадиани, Саломея Давидовна
Саломея Давидовна Дадиани (груз. სალომე დადიანი — Саломэ Дадиани; 13 октября 1848 — 23 июля 1913, Париж) — княжна, с 1868 г. принцесса Мюрат. Дочь Владетельного князя Мегрелии Давида I Дадиани и княжны Екатерины Александровны Чавчавадзе, младшая сестра последнего Владетеля Мегрелии Николая I.

## Биография

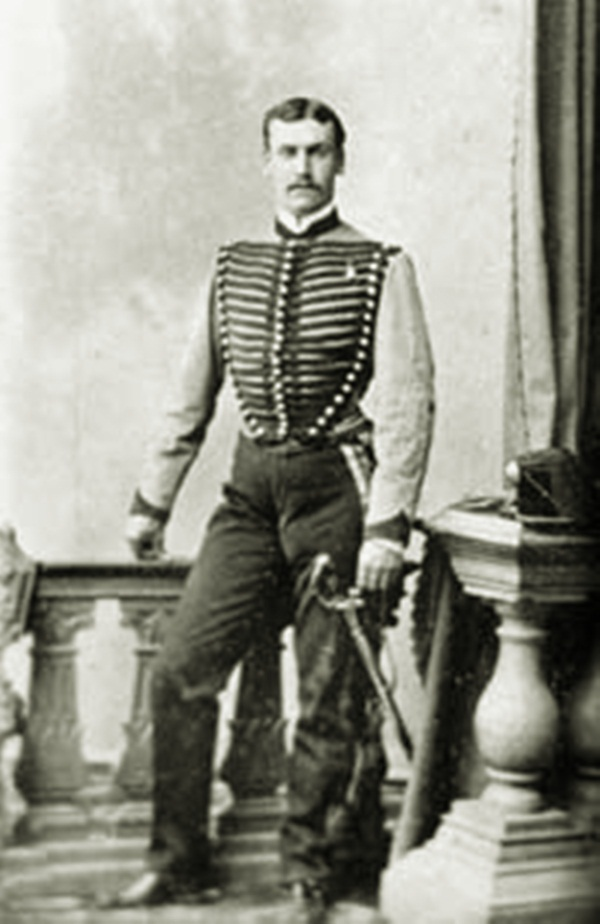
принц Ашиль Мюрат

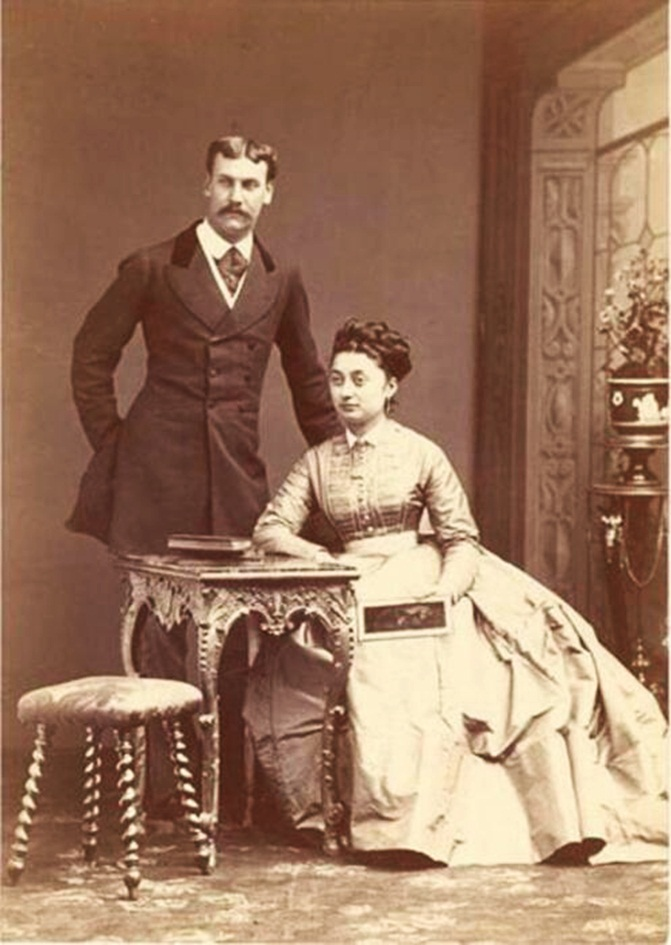
Саломе с супругом принцем Ашилем Мюрат

1 мая 1868 года в Париже венчалась с принцем Ашилем Шарлем Луи Наполеоном Мюратом (2.01.1847, Бордентаун, Нью-Джерси — 15/27.02.1895, Чкадуаши), внуком неаполитанского короля, знаменитого наполеоновского маршала Иоахима Мюрат и сестры Императора Наполеона Каролины. В 1873 году супруги переехали в Грузию, где принц занялся виноделием. В частности он восстановил старинный сорт винограда Оджалеши и изготавливал это знаменитое вино. Принц Ашиль привез с собой некоторые реликвии дома Бонапартов, доставшиеся ему по наследству: шпагу молодого Наполеона, книжный шкаф, письменный стол, два кресла и одну из трех посмертных масок императора, эти вещи ныне хранятся в Зугдидском этнографическом музее, открытом во дворце князей Дадиани, а шпага в музее города Озургети.
В 1895 году, находясь в глубокой депрессии, принц Мюрат застрелился. Саломея Давидовна пережила мужа на 18 лет. Она умерла от рака в Париже, где находилась на лечении. Похоронена на кладбище Буассисанг-Леше во Франции.
В середине 1990-х гг. в Зугдиди на постоянное место жительства переехал правнук принца Ашиля Мюрат и княжны Саломе — принц Ален Мюрат вместе с супругой принцессой Вероникой (урождённой де Шабо-Трамекур) и дочерью принцессой Матильдой. Они основали фонд «Мюраты в Грузии», а затем стали пытаться через Европейский суд получить имущество князей Дадиани, включая дворец. Однако существует и грузинский Фонд спасения дворцов Дадиани, представители которого указывают на то, что в 1919 году наследники Дадианов официально отказались от прав на дворцовый комплекс.

## Дети
В браке с принцем Мюрат родились трое детей:
- принц Люсьен Шарль Давид Наполеон Мюрат (9.07.1870, Мустафа, Алжир — 20.12.1933, Рабат, Марокко). Служил во французской армии, с установлением республики был вынужден оставить службу. Жил в Грузии. После революции эмигрировал в Марокко. Был женат на Мари, дочери Алена герцога де Роган-Шабо (Rohan-Chabot).
- принц Луи-Наполеон Мюрат (26.08.1872, Бриноа, Франция — 14.06.1943, Ницца). В 1891 году начал службу во французской армии, в 1901 году поступил поручиком на русскую службу. Участвовал в Русско-японской войне 1904—1905 годов в чине есаула. С 1913 года — полковник. Кавалер ордена Св. Анны 4-й степени с надписью «За храбрость», и Св. Владимира 4-й степени. После революции эмигрировал из Грузии во Францию.
- принцесса Каролина-Екатерина-Гортензия-Антонина Мюрат (Антуанетта) (15.08.1879, Зугдиди — 22.01.1954, Ницца). Вышла замуж за господина Бортолотто. После кончины матери приняла русское подданство. После революции эмигрировала во Францию.

## Образ Саломе Дадиани в литературе
- Роман-хроника «Екатерина Чавчавадзе» (ч. 1—2, 1966¾67, рус. пер. 1969) автор Чилая С. Е. Во второй части романа, посвященного её матери, рассказывается о судьбе её потомков: дочери Саломе и сыновей Николая и Андрея.

## Предки
| Предки 1. Дадиани Саломея Давидовна          | Предки 1. Дадиани Саломея Давидовна                  | Предки 1. Дадиани Саломея Давидовна                          |
| -------------------------------------------- | ---------------------------------------------------- | ------------------------------------------------------------ |
| 2. Отец: Давид I Дадиани, владетель Мегрелии | 4. Дед: Леван V Дадиани, владетель Мегрелии          | 8. Прадед: Григол I Дадиани, владетель Мегрелии              |
| 2. Отец: Давид I Дадиани, владетель Мегрелии | 4. Дед: Леван V Дадиани, владетель Мегрелии          | 9. Прабабка: Нино Багратиони, царевна Грузинская             |
| 2. Отец: Давид I Дадиани, владетель Мегрелии | 5. Бабка: Марта, княжна Церетели                     | 10. Прадед по женской линии: Зураб, князь Церетели           |
| 2. Отец: Давид I Дадиани, владетель Мегрелии | 5. Бабка: Марта, княжна Церетели                     | 11. Прабабка по женской линии: Тамар, княжна Дадиани         |
| 3. Мать: Екатерина, княжна Чавчавадзе        | 6. Дед по женской линии: Александр, князь Чавчавадзе | 12. Прадед по женской линии: Гарсеван, князь Чавчавадзе      |
| 3. Мать: Екатерина, княжна Чавчавадзе        | 6. Дед по женской линии: Александр, князь Чавчавадзе | 13. Прабабка по женской линии: Мариам, княжна Авалишвили     |
| 3. Мать: Екатерина, княжна Чавчавадзе        | 7. Бабка по женской линии: Саломе, княжна Орбелиани  | 14. Прадед по женской линии: Иване, князь Орбелиани          |
| 3. Мать: Екатерина, княжна Чавчавадзе        | 7. Бабка по женской линии: Саломе, княжна Орбелиани  | 15. Прабабка по женской линии: Анастасия, княжна Чолокашвили |